# Cupania rigida
Cupania rigida är en kinesträdsväxtart som beskrevs av Ludwig Radlkofer. Cupania rigida ingår i släktet Cupania och familjen kinesträdsväxter. Inga underarter finns listade i Catalogue of Life.